# Allium nigrum
Allium nigrum — вид трав'янистих рослин родини амарилісові (Amaryllidaceae), поширений у Середземномор'ї. Назва nigrum походить від кольору зав'язі.

## Опис
Цибулини 31–50 × 29–41 мм, ± кулясті. Стебло 40–90 см, кругле в перерізі. Листків 2–5, прикореневі, голі, без черешка, пластина 30–55 × (1.9)2.4–3.3(7.1) см. Суцвіття 36–67 x 54–102 мм, півсферичне, щільні, містить 30–90 зірчастих квітів; дуже рідко без квіток, і їх замінюють до 10 цибулинок. Листочки оцвітини тупі, гладкі, білуваті або світло-рожеві зазвичай із зеленуватою серединною жилкою; зовнішні (6.7)7.4–9.3(11) × 2.7–3.7 мм; внутрішні 7.2–11 × 1.9–4.6 мм. Пиляки жовті або фіолетові. Плід 4.8–10.8 × 4.4–10.2 мм. Насіння 2.9–4.4 × 2–3 мм. 2n = 16. Зав'язь від темно-зеленого до чорного кольору. Коробочка гола, чорніє.

## Поширення
Природне поширення цього виду важко підтвердити через плутанину з іншими таксонами та історичними інтродукціями. Батьківщиною вважається Середземномор'я — західна частина Балканського півострова, Болгарія, Кіпр, Греція, Франція, Італія, Мальта, Португалія, Іспанія, Йорданія, Ліван, Сирія, Туреччина, Алжир, Лівія, Туніс, Марокко (Вид відсутній у Ізраїлі та Єгипті).
Цей вид трапляється на занедбаних полях і сухих луках. Наприклад, на Кіпрі вид росте на кукурудзяних полях і пустищах.

## Загрози та охорона
Цьому виду загрожує активізація та зміни сільськогосподарської практики у Франції та інших країнах.
У Франції цей вид охороняється на регіональному рівні в регіоні Прованс — Альпи — Лазурний Берег.

## Використання
Вид широко використовується як декоративна рослина. Allium nigrum є третинним диким родичем та потенційним донором генів для ряду культур групи Allium.